# Fort de Villiers
Le fort de Villiers est un ancien fort du système défensif de Paris, situé sur la commune de Noisy-le-Grand, dans le département français de la Seine-Saint-Denis. Construit à la fin du XIXe siècle, il faisait partie du système Séré de Rivières, destiné a établir un rideau défensif autour de Paris.

## Description

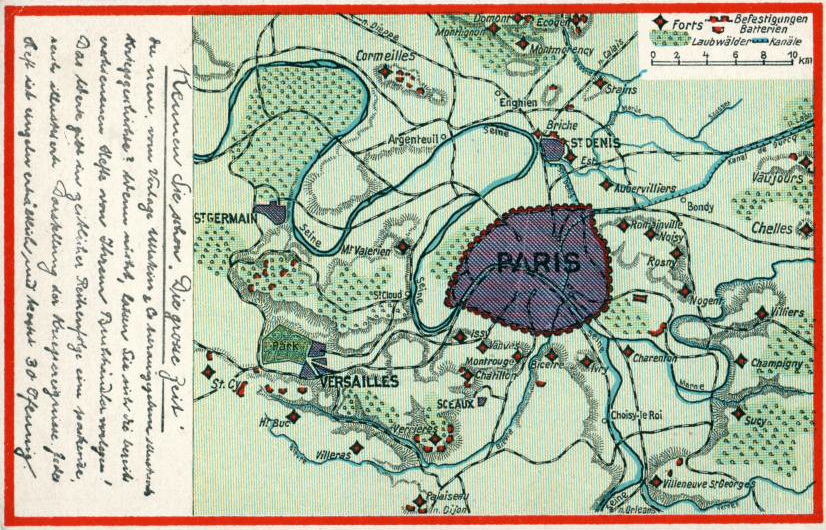
Carte postale allemande antérieure à la guerre de 1914-18, montrant l'ensemble du système défensif du camp retranché de Paris

Le fort se situe dans le quartier du Montfort de Noisy-le-Grand, sur un terrain de quatre hectares. Il est difficile d'accès et abrité par une forêt.
En forme de trapèze, il est entouré d'un fossé très profond bordé par deux murs. Le fossé fait 800 mètres de périmètre et n'est franchissable que par une seule passerelle d'accès. Les fossés sont protégés par trois caponnières aux angles du mur d'escarpe. Les déblais du fossé ont servi à couvrir les parties maçonnées du fort pour le rendre plus solide.
Douze plateformes, séparées par des buttes de terre couvrant les casemates à munitions, servent à placer l'artillerie. Une cour intérieur rectangulaire, bordée de casernements, se trouve à l'intérieur du fort.
Ses façades sont réalisés en pierre de taille et en moellons.

## Historique

### Construction
La loi du 27 mars 1874 relative aux nouveaux forts à construire autour de Paris autorise Adolphe Thiers à ériger une ceinture fortifiée autour de Paris sous la direction du général Raymond Adolphe Séré de Rivières. La partie Est de la défense est constituée du fort de Villiers, du fort de Champigny et du fort de Sucy.
Un décret d'application du 31 décembre 1877 confirme l'édification du fort de Villiers sur la commune de Noisy-le-Grand. Il doit d'abord être appelé « Tête de pont de la Marne ». Le fort est construit de 1878 à 1880, sur les hauteurs des berges de la Marne et à 111 mètres d'altitude. La construction coûte 12 millions de francs, dont 11 pour les travaux et un pour l'acquisition des quatre hectares de terrains nécessaires.
À l'origine, il sert de garnison d'infanterie de ligne,. Il ne voit jamais de combat s'y dérouler. 

### Utilisation moderne
Le fort est utilisé de façon épisodique par l'armée jusque dans les années 1950.
Le fort appartient d'abord au ministère de la Défense, puis à l'établissement public d’aménagement EpaMarne. En juillet 2001, il est cédé à la commune de Noisy-le-Grand. Il sert alors à loger des familles en difficulté, puis à héberger les services municipaux, et accueille un club de tir jusqu'en septembre 2008.
Il est ensuite interdit d'accès en raison de l'état de la passerelle d'accès et d'arbres morts ou instables depuis 2000. Le fort est alors laissé à l'abandon.
En 2008 naît l'Association de Sauvegarde du Fort de Villiers. L'association vise à sa conservation et à sa mise en valeur à l'aide de documents d'archives.
Une grande campagne de rénovation a lieu en 2016 et 2017 pour déblayer le fort et le rendre à nouveau accessible. Elle coûte 282 000 euros à la mairie.
En 2017, le fort partiellement rénové est ouvert au public à l'occasion des Journées européennes du patrimoine. La mairie annonce vouloir en faire un lieu associatif ou collaboratif, s'appuyant pour cela sur le mécénat ou le sponsoring.
En 2018, il est le sujet du prix Wilmotte, qui récompense le meilleur projet architectural visant à réhabiliter le fort dans le cadre des Jeux olympiques d'été de 2024. Les vainqueurs du prix sont diplômés de l'école nationale supérieure d'architecture de Nancy.